# Эстебан-Инфантес, Эмилио
Эмилио Эстебан-Инфантес (исп. Emilio Esteban-Infantes y Martín, род. 18 мая 1892 — 5 сентября 1962, Мадрид) — испанский офицер, служивший во время гражданской войны в Испании, а затем во время Второй мировой войны в качестве командира Голубой дивизии. Награждён Рыцарским крестом Железного креста нацистской Германии.

## Ранняя карьера
Инфантес родился в Толедо 18 мая 1892 года. В 1907 году в возрасте 15 лет он поступил в Толедскую пехотную академию, где среди его одноклассников были Франсиско Франко и Хуан Ягуэ. Получив высшее образование в 1910 году, он получил звание лейтенанта и был отправлен в Испано-африканскую армию в Марокко. В 1912 году, в возрасте 20 лет, он получил звание капитана во время боевых действий в затяжной Рифской войне, длившейся с 1909 по 1927 год.

## Гражданская война в Испании
Эстебан-Инфантес находился в Мадриде 17 июля 1936 года, когда началось военное восстание против республиканского правительства, в связи с чем ему пришлось быстро бежать в Бургос, где он присоединился к силам националистов под командованием Франко. Из-за присоединения к франкистам, он был заочно приговорен республиканским правительством к смертной казни. Во время войны он занимал различные важные военные должности, в том числе начальника генерального штаба кастильского армейского корпуса во время наступления на Брюнете в июле 1937 года и последующей битвы при Теруэле. Затем он получил звание полковника и должность командующего 5-й Наваррской дивизией, получил Военную медаль за вклад в окончательный успех и победу националистических сил. В мае 1940 года, через год после окончания гражданской войны, он получил звание бригадного генерала, командующего Генеральным штабом армии Марокко и IV военным округом.

## Вторая мировая война
После того, как Гитлер начал операцию «Барбаросса» против Советского Союза в июне 1941 года, правительство Франко санкционировало отправку добровольческой испанской дивизии под общим командованием немецкого вермахта. Она стала 250-й пехотной дивизией (широко известной «Голубой дивизией»), первоначально которой командовал генерал Агустин Муньос Грандес. Дивизия была развернута в составе группы армий «Север» под общим командованием генерал-фельдмаршала Вильгельма фон Лееба и участвовала в нескольких боях против Красной Армии под Ленинградом. Однако, несмотря на популярность среди своих солдат, поведение Муньоса Грандеса стало проявлять слишком много «прогерманского уклона» для Франко, который даже в середине 1942 года был озабочен общим положением на фронте и возможным исходом войны.
Эстебан-Инфантес был близким другом военного министра генерала Хосе Энрике Варелы и в течение нескольких месяцев настаивал на переводе на боевую роль в Голубой дивизии. Однако Варела знал, что есть место только для одного бригадного генерала, и поэтому Эстебан-Инфантеса можно было отправить в зону боевых действий в Советский Союз только в качестве командира дивизии. В конце концов вопрос был решен Франко, который хорошо знал его как бывшего коллегу по академиям Толедо и Сарагосы. Франко рассматривал Эстебан-Инфантеса как более умеренный и дипломатичный вариант по сравнению с более противоречивым Муньосом Грандесом. Следовательно, Эстебан Инфантес был отправлен в Германию, где он был призван в Вермахт в звании генерал-майора с принесением военной присяги непосредственно Гитлеру в Бергхофе.
В декабре 1942 года Эстебан-Инфантес официально принял командование Голубой дивизией. Он оказался в сложной ситуации, заменив такого легендарного и популярного полководца, как Муньос Грандес. Немецкие генералы также изначально считали его слишком англофилом в своих взглядах, но Эстебан-Инфантес вскоре завоевал их уважение, поскольку он начал демонстрировать свои навыки великого военного планировщика, особенно в более контрнаступательных ситуациях, которые возникли на Восточном фронте в течение 1943 года.
Эстебан-Инфантес столкнулся с крупной попыткой советских войск прорвать блокаду Ленинграда в феврале 1943 года, когда 55-я советская армия, окрепшая после советской победы под Сталинградом, атаковала испанские позиции в битве под Красным Бором, недалеко от главной дороги Москва-Ленинград. Несмотря на тяжелые потери, испанцы смогли удержать свои позиции против русских сил, в семь раз превышающих их в численности, а также при поддержке танковых соединений. Штурм был остановлен, и блокада Ленинграда продолжалась ещё год. Эта победа установила репутацию Эстебан-Инфантеса как среди его солдат, так и в немецком генеральном штабе. Командующий 18-й армией генерал-полковник Георг Линдеманн, приехал навестить его и поздравить с этим великим подвигом. Он был повышен в звании генерал-лейтенанта и награждён военным орденом Немецкого креста. 3 октября 1943 года он, наконец, был также награждён Рыцарским крестом Железного креста .
После этого, в связи с ходом войны, Франко решил вывести Голубую дивизию и заменить её гораздо меньшим Голубым легионом. Эстебан-Инфантес отвечал за создание этого меньшего подразделения, прежде чем передать командование Антонио Гарсии Наварро. Затем он вернулся в Испанию в декабре 1943 года, где получил командование IX военным округом.

## Послевоенный период
После войны занимал различные должности, в том числе президента Высшего совета военной юстиции, командующего VII военным округом и главы военного двора Франсиско Франко, прежде чем закончить свою карьеру в качестве начальника Центрального генерального штаба. В 1958 году он опубликовал свои мемуары: «Голубая дивизия: испанские добровольцы на Восточном фронте». Он подтвердил, как гордится тем, что участвовал в русской кампании, и сказал, что это помогло противостоять плохой истории иностранных испанских военных кампаний в XIX веке. Его девизом было: «Борьба — наша слава! Наша мысль: Испания».
Скончался у себя дома в Хихоне 6 сентября 1962 года в возрасте 70 лет после продолжительной болезни.